# Silvio Moser

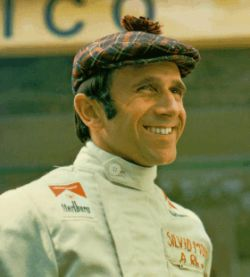
Silvio Moser

 Silvio Moser  va ser un pilot de curses automobilístiques suís que va arribar a disputar curses de Fórmula 1.
Va néixer el 24 d'abril del 1941 a Zúric, Suïssa i va morir el 26 de maig del 1974 a Locarno, Suïssa a causa de les ferides patides en un accident al Circuit de Monza.

## A la F1
Silvio Moser va debutar a la sisena cursa de la temporada 1967 (la divuitena temporada de la història) del campionat del món de la Fórmula 1, disputant el 15 de juliol del 1967 el GP de Gran Bretanya al circuit de Silverstone.
Va participar en un total de dinou curses puntuables pel campionat de la F1, disputades en cinc temporades consecutives (1967-1971) aconseguint una cinquena posició com a millor classificació en una cursa i aconseguint tres punts pel campionat del món de pilots.

## Resultats a la Fórmula 1
| Any  | Equip                  | Xassís  | Motor    | 1   | 2   | 3       | 4       | 5       | 6       | 7      | 8       | 9       | 10      | 11     | 12  | 13  | Posició | Punts |
| ---- | ---------------------- | ------- | -------- | --- | --- | ------- | ------- | ------- | ------- | ------ | ------- | ------- | ------- | ------ | --- | --- | ------- | ----- |
| 1967 | Charles Vögele         | Cooper  | ATS      | SUD | MON | HOL     | BEL     | FRA     | GBR Ret | ALE    | CAN     | ITA     | USA     | MEX    |     |     | -       | 0     |
| 1968 | Charles Vögele         | Brabham | Repco    | SUD | ESP | MON NVQ | HOL 5   | BEL     | FRA     | GBR NC | ALE     | ITA NVQ | CAN     | USA    | MEX |     | 23è     | 2     |
| 1969 | Silvio Moser           | Brabham | Cosworth | SUD | ESP | MON Ret | HOL Ret | FRA 7   | GBR     | ALE    | ITA Ret | CAN Ret | USA 6   | MEX 11 |     |     | 16è     | 1     |
| 1970 | Silvio Moser           | Bellasi | Cosworth | SUD | ESP | MON     | BEL     | HOL NVQ | FRA NVQ | GBR    | ALE NVQ | AUT Ret | ITA NVQ | CAN    | USA | MEX | -       | 0     |
| 1971 | Jolly Club Switzerland | Bellasi | Cosworth | SUD | ESP | MON     | HOL     | FRA     | GBR     | ALE    | AUT     | ITA Ret | CAN     | USA    |     |     | -       | 0     |

### Resum
| Curses: | Victòries: | Pòdiums: | Poles: | Voltes ràpides: | Punts: |
| ------- | ---------- | -------- | ------ | --------------- | ------ |
| 19      | 0          | 0        | 0      | 0               | 3      |